# Malice Mizer

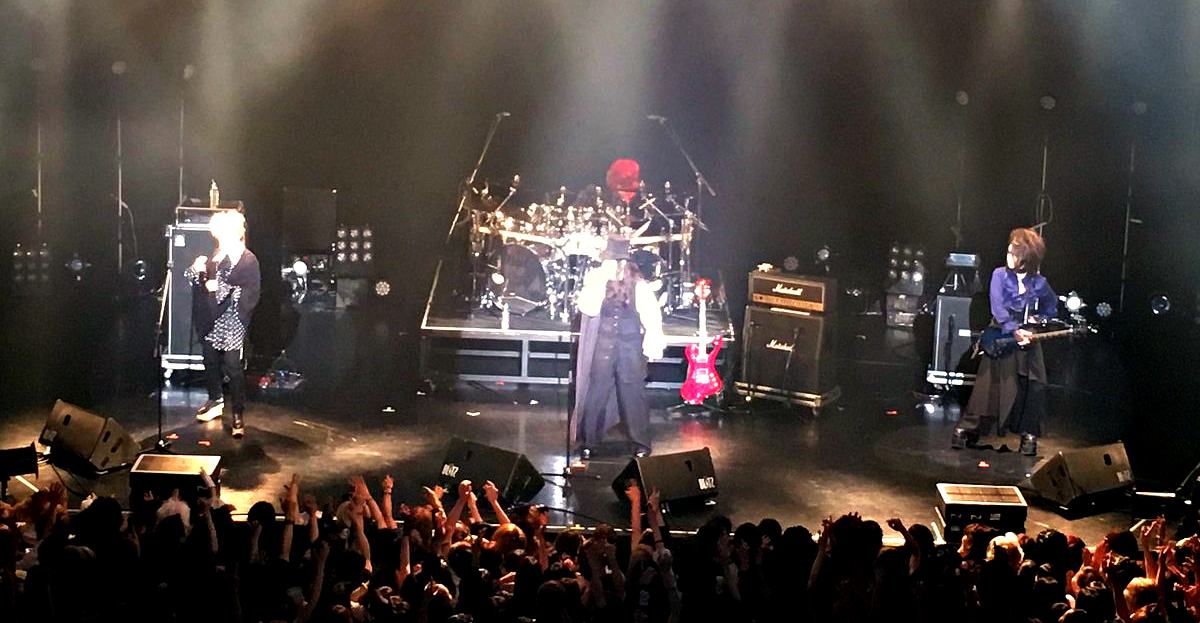
Közi, Yu~ki & Mana 2016

Malice Mizer (яп. マリス·ミゼル) - японський рок-гурт, один з найбільш значущих музичних колективів у жанрі віжуал-кей. Де-факто входять в велику трійцю віжуал-кея.

## Інформація про групу
Malice Mizer (  вимовляється як «Марісу мізеру», зразковий переклад назви з французької - «зло і печаль») - японська група, що поєднує у своїй музиці найрізноманітніші стилі, від класики до готик-металу. Ця група є одним з найяскравіших представників популярного на даний момент в Японії стилю Visual Kei.
Становлення групи Malice Mizer відносять до початку 90-х. Після того, як «відгриміла» перша хвиля Visual Kei, багато груп почали використовувати яскраві костюми і косметику, поєднувати традиційне і запозичене. З легкістю прижився і жіночний образ музиканта: тепер на сцену стало можна вийти в бальній сукні...
Звучання Malice Mizer унікально. Група щедро наповнює свої композиції елементами класики, імпровізуючи і додаючи власні штрихи. Найбільш ранні композиції можна охарактеризувати як «бароко» або «ренесанс». Високий голос Тецу додає музиці ще більшу легкість. Разом з Ґактом в групу приходить і різноманітність стилів - це найпродуктивніший період творчості Malice Mizer. Найбільш пізні композиції Malice Mizer набувають все більш виразних «готичних» обрисів: орган, синтезований хор, ефектні аранжування з використанням електроударного і шумів.
Незважаючи на плідну творчість за майже десять років її існування, група розпалася (Мана після цього створив нову групу Moi Dix Mois), вона досі популярна і продовжує випускати записи. Відмінна риса: група працює і як інді-лейбл (Midi:Nette), і як і  мейджор-лейбл (Columbia Records).

## Склад

### Останній склад
- Клаха (Klaha) - вокал
- Мана (Мана) - гітара, гітарний синтезатор, клавішні, синтезатор і перкусія
- Кодзі (Közi) - гітара, гітарний синтезатор, клавішні, синтезатор, перкусія, бек-вокал
- Юкі (Yu~ki) - бас-гітара
- Камі (Kami) - ударні (помер 21 червня 1999 від субарахноїдального крововиливу)

### Колишні учасники
- Тецу (Tetsu) - вокал
- Ґакт (Gackt) - вокал
- Ґаз (Gaz) - ударні

### Сесійні музиканти
- Кадзуне (Kazune) - клавішні

## Дискографія

### Демозаписи
- Sans Logique (31 жовтня 1992)
- SADNESS / SPEED OF DESPERATE  (1993)
- Sadness (5 квітня 1993)
- The 1th Anniversary (12 жовтня 1993)

### Сингли
- 麗しき 仮面 の 招待 状 [урувашікі камен но шіо:тайдзьо:] (10 грудня 1995)
- Ма chérie ~愛しい 君 へ~ [ма chérie - Ітоші кімі е-]  ( 10 жовтня 1996)
- ヴェル·エール~空白 の 瞬間 の 中 で~ [веру е:ру (Bel Air)-ку: хаку но сюнкан но нака де-] (19 липня 1997)
- Au revoir [о ревоару (яп. вим.)] "(3 грудня 1997)
- 月下 の 夜想曲 [ґекка но ясо:кьоку] (21 лютого 1998)
- ILLUMINATI [Р-type] (20 квітня 1998)
- Le Ciel ~空白 の 彼方 へ~ [ Le Ciel-ку:хаку но каната ее-] (30 вересня 1998)
- 再会 の 血 と 薔薇 [сайкай но чі то бара] (3 листопада 1999)
- 神话[Сінва] (1 лютого 2000)

### Альбоми
- memoire (24 липня 1994)
- memoire DX (24 грудня 1994) - Повторю випуск, що включає в себе додаткову композицію
- Voyage sans retour (9 червня 1996)
- Merveilles (18 березня 1998)

•薔薇 の 聖堂 [бара но сейдо:] (23 серпня 2000)
- 虚無 の 中 で の 遊戲 [кьому но нака де но ю:ґі] (31 травня 2000)
- 白い 肌 に 烂 う 愛 と 哀しみ の 輪舞 [шірої хада ні куру:ай то канашімі но рімбу] (26 липня 2000)
- Gardenia (30 травня 2001)
- Beast of blood (21 червня 2001)
- Garnet ~禁断 の 園 へ~ [Garnet-кіндан но соно е-] (30 листопада 2001)

### Відеокасети
- Sans retour Voyage «derniere» ~encoure une fois~ (30 червня 1997)
- ヴェル·エール~空白 の 瞬間 の 中 で~ de l’image [веру е:ру (Bel Air) -ку:хаку но шюнкан но нака де -de l’image] (13 липня 1997)
- ヴェル·エール~空白 の 瞬間 の 中 で~ de l’image [веру е:ру (Bel Air) -ку:хаку но шюнкан но нака де -de l’image] (3 вересня 1997) - короткометражний музичний фільм
- Merveilles ~終焉 と 帰趨~ l'Espace [Merveilles-сю:ен то кіцю - l'Espace] (28 жовтня 1998)
- Merveilles - Cinq Parallele - (24 лютого 1999)
- 再会 の 血 と 薔薇~ de l’image ~ [сайкай но чі то бара - de l’image] (21 грудня 1999)
- 虚無 の 中 で の 遊戲~ de l’image ~ [кьому но нака де но ю:ґі-de l’image] (31 травня 2000 )
- 薔薇 に 彩ら れ た 悪意 と 悲劇 の 幕開け [бара ні іродора рета акуй то хіґекі но макуаке] ( 22 листопада 2000)
- 薔薇 の 軌跡 [бара но кісекі] (25 квітня 2001)
- Beast of blood ~ de l’image ~ (11 липня 2001)
- 薔薇 の 婚礼~真夜中 に 交わし た 約束~ [бара но конрей - майо:нака ні кавашіта якусоку-] (22 березня 2002)

### DVD
- 薔薇 に 彩ら れ た 悪意 と 悲劇 の 幕開け [бара ні іродора рета акуй то хіґекі но макуаке] (22 листопада 2000)
- Sans retour Voyage «Derniere» ～encoure une fois~ (18 квітня 2001)
- 薔薇 の 軌跡 [бара но кісекі] (25 квітня 2001)
- Beast of blood ~ de l'Image ~ (11 липня 2001)
- 真夜中 に 交わし た 約束 ~ 薔薇 の 婚礼 ~ [майо:нака ні кавашіта якусоку-бара но конрей-] (30 жовтня 2001)
- Cardinal (6 лютого 2002) 
  - Включає 6 відеокліпів і концертний варіант «Beast of blood»
- 薔薇 の 婚礼 ~ 真夜中 に 交わし た 約束 ~ [бара но конрей-майо:нака ні кавашіта якусоку-] (22 березня 2002)
- Merveilles ~ 終焉 と 帰趨 ~ l'Espace [Merveilles-сю: ен то кіцю: - l'Espace] (30 березня 2002)
- Merveilles-Cinq Parallele- (30 березня 2002)

### Офіційні сайти

#### Загальна інформація
- https://web.archive.org/web/20060821062442/http://www.midi-nette.com/
- Http://www.malice-mizer.co.jp/ [Архівовано 31 жовтня 2020 у Wayback Machine.]

#### Сайти учасників групи
- Http://www.mana-sama.com/ [Архівовано 12 грудня 2020 у Wayback Machine.] (Мана)
- https://web.archive.org/web/20190811192015/https://gackt.com/ (Ґакт)
- Http://www.kozi.info/ [Архівовано 20 січня 2019 у Wayback Machine.] (Кодзі)
- https://web.archive.org/web/20050210093130/http://www.afro-skull.com/ (Тецу)